# Грабівська сільська рада (Рожнятівський район)
| Грабівська сільська рада — орган місцевого самоврядування у Рожнятівському районі Івано-Франківської області з адміністративним центром у с. Грабів. Утворена 15 липня 1993 року. Ввійшла 27.12.2018 в Долинську ОТГ. Водоймища на території, підпорядкованій даній раді: річка Манявка. Сільській раді підпорядковані населені пункти: - с. Грабів - с. Крива |

## Склад ради
Рада складається з 18 депутатів та голови.

### Керівний склад ради
| ПІБ                   | Основні відомості                                                                            | Дата обрання | Дата звільнення |
| --------------------- | -------------------------------------------------------------------------------------------- | ------------ | --------------- |
| Чекіт Галина Петрівна | Сільський голова, 1958 року народження, освіта вища, член Конгресу Українських Націоналістів | 31.10.2010   |                 |

Примітка: таблиця складена за даними джерела